# Zenkutsu-dachi

Schema del Zenkutsu-Dachi

Lo zenkutsu-dachi (前屈立ち, lett. "posizione piegata in avanti") è una posizione presente nel karate, in particolare nello Stile Shotokan.
La posizione prevede la concentrazione all'incirca del 67% del peso corporeo sulla gamba anteriore e del 33% sulla gamba posteriore. Solitamente la gamba anteriore è flessa quasi a 90°, mentre la posteriore è quasi completamente distesa all'indietro. Il piede anteriore è in posizione parallela al senso di combattimento, mentre il piede posteriore ha un angolo di 45° verso l'esterno. Il baricentro del corpo viene pertanto mantenuto molto in basso.
Questa specifica distribuzione del peso può rivelarsi utile per avere un cambio di peso, per esempio, da zenkutsu-dachi a kokutsu-dachi (posizione basata sulla gamba posteriore) oppure nella stessa posizione. 
La posizione si utilizza per compiere difese come il gedan-barai, ovvero la parata bassa da un attacco di mae-geri (calcio frontale), lo jodan-age uke, il soto uke e il chudan-uchi-uke.